# Nicolaas van Broeckhoven
Nicolaas van Broeckhoven (ook Nicolaas van 's-Hertogenbosch en Nicolaus Buscoducensis) ('s-Hertogenbosch circa 1478 - Blankenburg (Harz) vóór 21 oktober 1553) was een Nederlands Renaissancehumanisme theoloog en tijdgenoot en vriend van Desiderius Erasmus.

## Levensloop
Rond 1478 wordt Nicolaas van Broeckhoven geboren in 's-Hertogenbosch. Waarschijnlijk studeerde hij aan de Latijnse school in de Kerkstraat, waar Gerard Mercator, Georgius Macropedius en Desiderius Erasmus ook korte tijd aan studeerden. Mogelijk studeerde Jheronimus Bosch ook aan deze school.  Over zijn verdere leven in 's-Hertogenbosch is niets bekend.
In 1503 behaalde hij zijn doctoraal aan de Universiteit van Leuven. In Leuven doceerde rond 1510 hij aan de Vlaamse humanist Maarten Lipsius. In 1514 is hij tot priester gewijd. In dat jaar werd hij ook rector van de Latijnse School in Middelburg. Twee jaar later, in 1517 volgde hij Joannes de Coster (Johannes Custos Brechtanus) op als rector van de Latijnse School in Antwerpen.
Te Antwerpen raakte hij, geïnspireerd door lutherse sympathieën, in gewetensnood. In 1521 gaf van Broeckhoven Erasmus te kennen dat hij overweegt zijn functie in Antwerpen neer te leggen. In een brief van 31 augustus 1520 schreef Erasmus aan hem dat dit geen goed idee is. Zo schreef hij: Als je op het toneel verschenen bent, moet je de rol die je van de regisseur gekregen hebt volledig uitspelen. [...] Toch moet je intussen, zoals goede zeelui doen, met de wind meegaan totdat het opklaart; want dit slechte weer zal niet lang aanhouden, naar ik hoop. Het ga je goed, mijn dierbare Nicolaas.
Hij kreeg het aan de stok met de in Egmond geboren inquisiteur van Leuven, Nicolaas Baechem. Op 9 februari 1522 werd Van Broeckhoven samen met Cornelius Grapheus gearresteerd en buiten de stad gevangen gezet. Hij kreeg een levenslange gevangenisstraf.  Toen Van Broeckhoven zijn twijfels herriep, werd hij vrijgelaten. In 1523 keerde hij terug naar Antwerpen. In brieven liet Erasmus weten dat hij van mening was dat de arrestatie van Van Broeckhoven en Grapheus politiek gemotiveerd waren: Baechum heeft tot zijn dood een hetze gevoerd tegen Erasmus. 
Hij kreeg spijt van zijn herroeping, en hervatte zijn door Luther geïnspireerde preken. Toen hem opnieuw gevangenschap wachtte, vluchtte hij naar Bazel (Zwitserland). Op voorspraak van Erasmus en Nederlandse Paus Adrianus VI werd hij vrijgesproken. 
Onduidelijk is wanneer hij is afgestapt van het katholieke geloof. Al is wel bekend dat hij later getrouwd is, en minstens twee kinderen heeft gekregen: zoon Hendrik stierf in 1576, dochter Anna stierf in 1552. Op 23 juni 1543 wordt Van Broeckhoven rector van de Latijnse school in Wezel (Duitsland). Op verzoek van het Wezelse stadsbestuur schreef hij een in lutherse geest geformuleerde geloofsbelijdenis. In 1548 wordt hij pastoor in Blankenburg (Harz). Van Broeckhoven was bevriend met de Lutherse hervormer Philipp Melanchthon.